# Profesionalen Basketbolen klub Akademik
Il P.B.K. Akademik è una società cestistica avente sede a Sofia, in Bulgaria. Fondata nel 1947, gioca nel campionato bulgaro.
Nell'aprile 2022, Academic è rinata e rinominata dai nuovi proprietari, gli ex giocatori di basket professionisti tedesco-bulgari Viktor Vladov e Georgi Petrov.
Disputa le partite interne nella Universiada Hall, che ha una capacità di 3.000 spettatori.

## Palmarès
- Campionato bulgaro: 26

1956-57, 1957-58, 1958-59, 1962-63, 1967-68, 1968-69, 1969-70, 1970-71, 1971-72, 1972-73, 1974-75, 1975-76, 2002-03, 2003-04, 2004-05, 2005-06, 2006-07, 2007-08, 2008-09, 2009-10, 2010-11, 2011-12, 2012-13, 2014-15, 2015-16, 2016-17
- Coppa di Bulgaria: 11

1952, 1954, 2002, 2003, 2004, 2006, 2007, 2008, 2011, 2012, 2013

## Finali disputate
- Coppa dei Campioni/Eurolega: 2

1958, 1959

## Cestisti
- Anthony Beane 2016-2017